# Uranoscopus bicinctus
Uranoscopus bicinctus és una espècie de peix pertanyent a la família dels uranoscòpids.

## Descripció
- Pot arribar a fer 20 cm de llargària màxima.
- 45 espines i 13-14 radis tous a l'aleta dorsal i 13 espines a l'anal.
- El cos és de color marró fosc amb tres franges amples de color negre.
- Els exemplars indonesis tenen el cos pàl·lid amb taques fosques.[2][3]

## Alimentació
S'amaga als fons sorrencs per xuclar els animalons que formen part de la seua dieta.

## Hàbitat
És un peix marí, associat als esculls i de clima tropical.

## Distribució geogràfica
Es troba des de l'Índia fins a Indoxina, el Japó, la Xina, les illes Filipines, Indonèsia i Austràlia.

## Observacions
És inofensiu per als humans.